# Toni Dirlic
Toni Dirlic (* 11. Dezember 1979) ist ein deutscher Basketballtrainer und ehemaliger -spieler kroatischer Abstammung.

## Leben
Dirlic, ein 1,92 Meter messender Flügelspieler, bestritt in der Saison 1998/99 einen Einsatz in der Basketball-Bundesliga für die SG Braunschweig. Anschließend spielte er für den Zweitligisten BG 73 Wolfenbüttel sowie den Regionalligisten VfB Gießen.
Als Trainer betreute er die U18-Mannschaft der Gießen 46ers und ab 2008 die U19-Mannschaft der Mittelhessen in der Nachwuchs-Basketball-Bundesliga. Dort gehörten Spieler wie Dominik Turudic, Dominic Lockhart, Robin Amaize und Robin Christen zu seinen Schützlingen. Wegen seines Lehramtsrefendariats verließ er Gießen im November 2011 und ging nach Chemnitz. In der sächsischen Stadt trat er im Jugendbereich der ChemCats Chemnitz das Traineramt der WNBL-Mädchen an, mit denen er im Mai 2011 bei der Endrunde um die deutsche Meisterschaft den vierten Platz belegte. Im Sommer 2011 war Dirlic Co-Trainer der weiblichen U15-Nationalmannschaft Deutschlands. Anfang November 2011 wurde Dirlic für knapp zwei Wochen Übergangstrainer der Chemnitzer Bundesliga-Damen, nachdem sich der Verein von Raoul Scheidhauer getrennt hatte. Dirlic, der in Chemnitz auch als Trainer an der örtlichen Sportoberschule tätig ist und das Amt des Sportlichen Leiters bei den ChemCats übernahm, wurde Mitte Februar 2014 in Folge der Entlassung Roland Sengers erneut Chemnitzer Bundesliga-Trainer. Dirlic führte die Chemnitzerinnen Anfang Mai in der deutschen Meisterschaft auf den vierten Platz und übergab das Amt dann an den Kroaten Vladimir Ivankovic. Als dieser Ende Februar 2015 vom Bundesligisten entlassen wurde, übernahm abermals Dirlic den Trainerposten und führte die abstiegsbedrohten Sächsinnen zum Verbleib in der höchsten deutschen Spielklasse.